# Somers Lake
Somers Lake är en sjö i Kanada.   Den ligger i provinsen British Columbia, i den sydvästra delen av landet, 3 700 km väster om huvudstaden Ottawa. Somers Lake ligger 76 meter över havet. Arean är 0,18 kvadratkilometer.Den sträcker sig 0,6 kilometer i nord-sydlig riktning, och 0,5 kilometer i öst-västlig riktning.
I omgivningarna runt Somers Lake växer i huvudsak blandskog. Runt Somers Lake är det mycket glesbefolkat, med 3 invånare per kvadratkilometer.